# پیمان آتلانتیک شمالی
پیمان آتلانتیک شمالی یا پیمان واشینگتن یک معاهده سیاسی است که پایه‌های اولیه و قانونی ناتو را شکل داد. این پیمان در ۴ آوریل ۱۹۴۹ واشینگتن، دی.سی. امضا شد.